# 阿耶尔
阿耶尔（法語：Ayherre，法語發音：[ajɛʁ]）是法国大西洋比利牛斯省的一个市镇，属于巴约讷区。

## 地理
阿耶尔（43°23'31.6"N, 1°15'14.3"W）面积27.65 平方千米，位于法国新阿基坦大区大西洋比利牛斯省，该省份为法国东南部省份，涵盖了贝阿恩与北巴斯克，西临大西洋比斯開灣，北至朗德省，东北接热尔省，东临上比利牛斯省，南与西班牙接壤。
与阿耶尔接壤的市镇（或旧市镇、城区）包括：阿斯帕伦、邦洛克、埃莱特、伊斯蒂里茨、克莱朗斯堡、芒迪永德、奥雷格、圣埃斯特邦。
阿耶尔的时区为UTC+01:00、UTC+02:00（夏令时）。

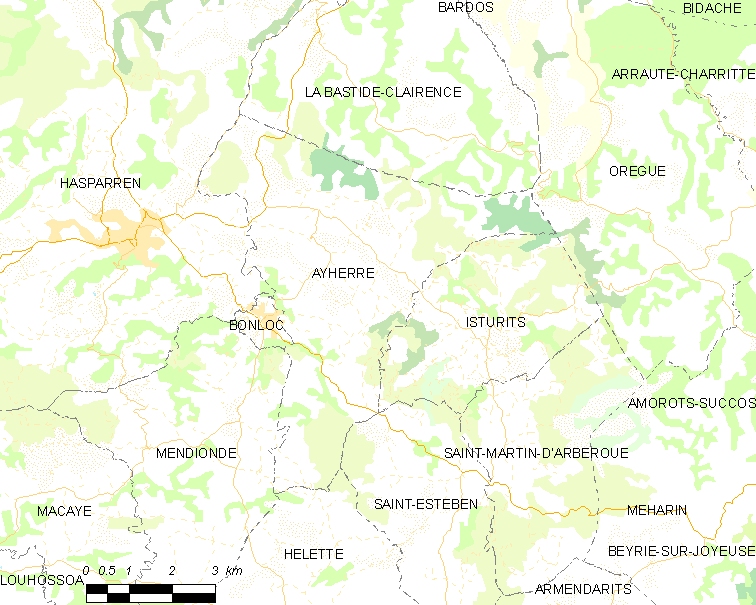
阿耶尔的OSM定位图

## 行政
阿耶尔的邮政编码为64240，INSEE市镇编码为64086。

## 政治
阿耶尔所属的省级选区为比达什地区-阿米库塞-奥斯蒂巴尔县。

## 人口

1962-2008年间阿耶尔人口变化图示

阿耶尔于2022年1月1日时的人口数量为1133人。